# Stupnica (Loznica)
Pour les articles homonymes, voir Stupnica.
Stupnica (en serbe cyrillique : Ступница) est un village de Serbie situé sur le territoire de la Ville de Loznica, district de Mačva. Au recensement de 2011, il comptait 883 habitants.

## Démographie
| 1948  | 1953  | 1961  | 1971  | 1981  | 1991  | 2002 | 2011 |
| ----- | ----- | ----- | ----- | ----- | ----- | ---- | ---- |
| 1 351 | 1 495 | 1 404 | 1 278 | 1 250 | 1 169 | 941  | 883  |

|  |